# PTPN7
PTPN7 (англ. Protein tyrosine phosphatase, non-receptor type 7) – білок, який кодується однойменним геном, розташованим у людей на короткому плечі 1-ї хромосоми.  Довжина поліпептидного ланцюга білка становить 360 амінокислот, а молекулярна маса — 40 529.
| 10         |  | 20         |  | 30         |  | 40         |  | 50         |
| ---------- |  | ---------- |  | ---------- |  | ---------- |  | ---------- |
| MVQAHGGRSR |  | AQPLTLSLGA |  | AMTQPPPEKT |  | PAKKHVRLQE |  | RRGSNVALML |
| DVRSLGAVEP |  | ICSVNTPREV |  | TLHFLRTAGH |  | PLTRWALQRQ |  | PPSPKQLEEE |
| FLKIPSNFVS |  | PEDLDIPGHA |  | SKDRYKTILP |  | NPQSRVCLGR |  | AQSQEDGDYI |
| NANYIRGYDG |  | KEKVYIATQG |  | PMPNTVSDFW |  | EMVWQEEVSL |  | IVMLTQLREG |
| KEKCVHYWPT |  | EEETYGPFQI |  | RIQDMKECPE |  | YTVRQLTIQY |  | QEERRSVKHI |
| LFSAWPDHQT |  | PESAGPLLRL |  | VAEVEESPET |  | AAHPGPIVVH |  | CSAGIGRTGC |
| FIATRIGCQQ |  | LKARGEVDIL |  | GIVCQLRLDR |  | GGMIQTAEQY |  | QFLHHTLALY |
| AGQLPEEPSP |  |            |  |            |  |            |  |            |

A: Аланін

C: Цистеїн

D: Аспарагінова кислота

E: Глутамінова кислота

F: Фенілаланін

G: Гліцин

H: Гістидин

I: Ізолейцин

K: Лізин

L: Лейцин

M: Метіонін

N: Аспарагін

P: Пролін

Q: Глутамін

R: Аргінін

S: Серин

T: Треонін

V: Валін

W: Триптофан

Кодований геном білок за функціями належить до гідролаз, протеїн-фосфатаз, фосфопротеїнів. 
Локалізований у цитоплазмі, цитоскелеті.